# THE NEWS 新潟
『THE NEWS 新潟』（ザ・ニュース にいがた）は、BSN新潟放送で『総力報道!THE NEWS』のローカルパートとして2009年3月30日から2010年3月26日まで放送された報道番組。ハイビジョン制作。協賛社は地元の新聞社・新潟日報。

## 番組概要
- BSNテレビは、TBSテレビでそれまで自社制作の『イブニング王国!』に内包していた『イブニング・ファイブ』と『JNNイブニング・ニュース』の終了と、新たにゴールデン枠に設置される大型報道番組『総力報道!THE NEWS』（以下、総力報道!）の開始を受け、同じく『イブニング王国!』に内包していたローカル枠を同番組から独立させ、『総力報道!』を挿入内包する形で2009年3月30日からスタートした。これに伴い、『イブニング王国!』は16時台のみに短縮、空いた17時台にはTBS制作の情報番組『サカスさん』を放送した。
- 2009年9月28日、『総力報道!』の放送時間が、18:40 - 19:50に短縮されたのに伴い、BSNスタジオからの放送開始時間が従来の18:05から18:00に早まり、放送時間は18:00 - 18:40になった。
- 2010年3月26日、TBSで翌週から『総力報道!』に代わり『Nスタ』がスタートすることを受け、BSNも改編を実施。新番組に合わせてタイトルを改題し、ローカル枠を18:15 - 19:00の45分間に拡大。BSNテレビの夕方の番組編成は1年前の状態にほぼ戻ることになった。

## 放送時間
カッコ内の時間はBSNスタジオからの放送。
- 平日 17:50 - 19:50（18:05 - 18:45）…2009年3月30日 - 同年9月25日
- 平日 18:00 - 19:50（18:00 - 18:40）…2009年9月28日 - 2010年3月26日

## ニュースキャスター
- 新保真徳
- 實石あづさ

## 放送内容
- 新潟県内のニュースを分野を問わず幅広く伝える。前番組ではアルビレックス新潟の情報を伝えるコーナーを設けていたが、本番組では県内ニュースの一環として扱う。
- 毎日特集コーナーを設置し、ニュースを深く掘り下げている。
- 前半期は、全国スポーツコーナーは当該コーナー自体が19時台に放送されていたため時差ネットしていなかったが、後半期は、『イブニングワイド』で18時台に放送される「最速!スポーツ」を時差ネットした。
- 気象情報は、「ヤン坊マー坊天気予報」（ヤンマー提供）を利用している。天気予報は、高橋知幸らBSNアナウンサーが担当する。
- 毎週木曜日、隣接各県の報道番組提供のニュースを伝える「となリンク」を設けている。

## 備考
- 2009年4月1日から『TBSニュースバード』の「JNN発 列島ニュース」で当番組の一部が放送されていた。
- 過去には新潟テレビ21で『ザ・にゅうす NT21』（『ステーションEYE』ローカルパート）が放送されていた。